# Министр иностранных дел Югославии
Министр иностранных дел Югославии (в 1953–1992 годах – союзный секретарь иностранных дел) — член кабинета, осуществляющий государственное управление в области отношений Югославии с иностранными государствами и международными организациями, глава внешнеполитического ведомства в 1918–2006 годах.

## Список министров

### Королевство сербов, хорватов и словенцев(с 1.12.1918)
| # | Министр                 | Фото | Вступление в должность | Окончание полномочий | Глава государства                                |
| - | ----------------------- | ---- | ---------------------- | -------------------- | ------------------------------------------------ |
| 1 | Анте Трумбич            |      | 7 декабря 1918         | 22 ноября 1920       | Пётр I Карагеоргиевич                            |
| 2 | Миленко Веснич          |      | 22 ноября 1920         | 1 января 1921        | Пётр I Карагеоргиевич                            |
| 3 | Никола Пашич            |      | 1 января 1921          | 5 января 1922        | Пётр I Карагеоргиевич Александр I Карагеоргиевич |
| 4 | Момчило Нинчич          |      | 5 января 1922          | 27 июля 1924         | Александр I Карагеоргиевич                       |
| 5 | Воислав Маринкович      |      | 27 июля 1924           | 6 ноября 1924        | Александр I Карагеоргиевич                       |
| 6 | Момчило Нинчич          |      | 6 ноября 1924          | 6 декабря 1926       | Александр I Карагеоргиевич                       |
| 7 | Милош Трифунович (и.о.) |      | 6 декабря 1926         | 24 декабря 1926      | Александр I Карагеоргиевич                       |
| 8 | Нинко Перич             |      | 24 декабря 1926        | 12 апреля 1927       | Александр I Карагеоргиевич                       |
| 9 | Воислав Маринкович      |      | 17 апреля 1927         | 2 июля 1932          | Александр I Карагеоргиевич                       |

### Королевство Югославия(с 1929 года)
| 10 | Боголюб Евтич                   |  | 2 июля 1932     | 24 июня 1935    | Пётр II Карагеоргиевич (регент – Павел Карагеоргиевич) |
| 11 | Милан Стоядинович               |  | 24 июня 1935    | 5 февраля 1939  | Пётр II Карагеоргиевич (регент – Павел Карагеоргиевич) |
| 12 | Александр Цинцар-Маркович       |  | 5 февраля 1939  | 27 марта 1941   | Пётр II Карагеоргиевич (регент – Павел Карагеоргиевич) |
| 13 | Момчило Нинчич (в изгнании)     |  | 27 марта 1941   | 1 января 1943   | Пётр II Карагеоргиевич                                 |
| 14 | Слободан Йованович (в изгнании) |  | 2 января 1943   | 26 июня 1943    | Пётр II Карагеоргиевич                                 |
| 15 | Милан Гроль (в изгнании)        |  | 26 июня 1943    | 10 августа 1943 | Пётр II Карагеоргиевич                                 |
| 16 | Божидар Пурич (в изгнании)      |  | 10 августа 1943 | 1 июня 1944     | Пётр II Карагеоргиевич                                 |
| 18 | Иван Шубашич (в изгнании)       |  | 1 июня 1944     | 7 марта 1945    | Пётр II Карагеоргиевич                                 |

### Национальный комитет освобождения Югославии[1][2](с 29.11.1943)
| 17 | Йосип Смодлака |  | 29 ноября 1943 | 7 марта 1945 | Пётр II Карагеоргиевич (регент – Иосип Броз Тито) |

### Демократическая Федеративная Югославия(7.3.1945–29.11.1945)
| 19 | Иван Шубашич    |  | 7 марта 1945    | 17 октября 1945 | Пётр II Карагеоргиевич (регент – Иосип Броз Тито) |
| 20 | Иосип Броз Тито |  | 17 октября 1945 | 29 ноября 1945  | Пётр II Карагеоргиевич (регент – Иосип Броз Тито) |

### Федеративная народная республика Югославия(с 29.11.1945; с 1963 —Социалистическая Федеративная Республика Югославия)
| 20 | Иосип Броз Тито    |  | 29 ноября 1945  | 31 января 1946  | Иосип Броз Тито                                                           |
| 21 | Станое Симич       |  | 1 февраля 1946  | 31 августа 1948 | Иосип Броз Тито                                                           |
| 22 | Эдвард Кардель     |  | 31 августа 1948 | 14 января 1953  | Иосип Броз Тито                                                           |
| 23 | Коча Попович       |  | 15 января 1953  | 23 апреля 1965  | Иосип Броз Тито                                                           |
| 24 | Марко Никезич      |  | 23 апреля 1965  | 25 декабря 1968 | Иосип Броз Тито                                                           |
| 25 | Мишо Павичевич     |  | 25 декабря 1968 | 25 апреля 1969  | Иосип Броз Тито                                                           |
| 26 | Мирко Тепавац      |  | 25 апреля 1969  | 1 ноября 1972   | Иосип Броз Тито                                                           |
| 27 | Якша Петрич (и.о.) |  | 1 ноября 1972   | 15 декабря 1972 | Иосип Броз Тито                                                           |
| 28 | Милош Минич        |  | 16 декабря 1972 | 17 мая 1978     | Иосип Броз Тито                                                           |
| 29 | Иосип Врховец      |  | 17 мая 1978     | 17 мая 1982     | Иосип Броз Тито, Лазар Колишевский, Цвиетин Миятович, Сергей Крайгер      |
| 30 | Лазар Мойсов       |  | 17 мая 1982     | 15 мая 1984     | Петар Стамболич, Мика Шпиляк                                              |
| 31 | Раиф Диздаревич    |  | 15 мая 1984     | 30 декабря 1987 | Веселин Джуранович, Радован Влайкович, Синан Хасани, Лазар Мойсов         |
| 32 | Будимир Лончар     |  | 31 декабря 1987 | 12 декабря 1991 | Лазар Мойсов, Раиф Диздаревич, Янез Дрновшек, Борисав Йович, Степан Месич |
| 33 | Миливое Максич     |  | 12 декабря 1991 | 28 апреля 1992  | Бранко Костич (и.о.)                                                      |

### Союзная Республика Югославия(с 27.4.1992)
| 34 | Владислав Йованович |  | 15 июля 1992     | 30 сентября 1992 | Добрица Чосич                   |
| 35 | Илия Дукич          |  | 30 сентября 1992 | 4 марта 1993     | Добрица Чосич                   |
| 35 | Владислав Йованович |  | 4 марта 1993     | 15 августа 1995  | Добрица Чосич, Зоран Лилич      |
| 36 | Милан Милутинович   |  | 15 августа 1995  | 8 января 1998    | Зоран Лилич, Слободан Милошевич |
| 37 | Живадин Йованович   |  | 9 января 1998    | 4 ноября 2000    | Слободан Милошевич              |
| 38 | Горан Свиланович    |  | 4 ноября 2000    | 4 февраля 2003   | Воислав Коштуница               |

### Государственный союз Сербии и Черногории(4.2.2003–4.6.2006)
| 38 | Горан Свиланович |  | 4 февраля 2003 | 16 апреля 2004 | Светозар Марович |
| 39 | Вук Драшкович    |  | 16 апреля 2004 | 4 июня 2006    | Светозар Марович |